# Baronnie de Bréda
La baronnie de Bréda est une terre historique autour de la ville de Bréda, qui appartenait aux seigneurs de Bréda. Elle n'était pas la seule, mais elle était la plus importante et la plus célèbre baronnie aux Pays-Bas.